# Taedongmun
La porte du Taedong (대동문, 大同門, Taedongmun) était la porte orientale de la forteresse de Pyongyang (Corée du Nord), au bord du fleuve Taedong. 
Elle a été construite au VIe siècle alors que Pyongyang était la capitale du royaume de Goguryeo. À la suite de sa destruction par le feu pendant la guerre Imjin, la construction actuelle date de 1635. Elle est constituée d'une base en granit surmontée d'un pavillon à deux étages, le pavillon Euphoru (읍호루, 挹灝樓), nommé ainsi à cause de la vue qu'il offre sur le fleuve. Deux plaques ont été accrochées : la première, au premier étage, contient l'inscription « Taedongmun » en caractères chinois, d'après une calligraphie de Yang Sa-on. Sur celle du deuxième étage, Pak Wi (- 1398) a écrit « Euphoru »
Cette porte a été classée trésor national n° 4.
Le pavillon Ryongwang et la cloche de Pyongyang se trouvent à proximité.

## Référence
- « Taedong Gate, Showcase of Old Architecture », KCNA, le 21 juin 2007.

- (en) Cet article est partiellement ou en totalité issu de l’article de Wikipédia en anglais intitulé « Taedongmun » (voir la liste des auteurs).